# ویلیام استاکلی
ویلیام استاکلی (انگلیسی: William Stukeley; ۷ نوامبر ۱۶۸۷ – ۳ مارس ۱۷۶۵) عتیقه‌شناس و پیشتاز باستان‌شناسی اهل پادشاهی بریتانیای کبیر بود. نخستین بررسی‌های دقیق را دربارهٔ استون‌هنج در ۱۷۴۰ و ایوبری در ۱۷۴۳ انجام داد. او از بانیان این فرضیهٔ غلط اما پرطرفدار بود که این دو محل را درویدها بنا کرده‌اند. او دوست آیزاک نیوتن بود و بیوگرافی‌ای از او نوشت.
وی همچنین برندهٔ جوایزی همچون همکار انجمن سلطنتی شده‌است.